# Andra liberianska inbördeskriget
Andra liberianska inbördeskriget började 1999 då en grupp rebeller, stödda av statsmakterna i grannlandet Guinea, Liberians United for Reconciliation and Democracy (Lurd), dök upp i norra Liberia. Under tidigt 2003 dök en andra rebellgrupp, the Movement for Democracy in Liberia, upp i de södra delarna, och i juni-juli 2003, kontrollerade Charles Taylors regering bara en tredjedel av Liberia. Huvudstaden Monrovia belägrades av Lurd, och gruppens härjningar resulterade i många civilas död. Tusentals personer tvingades lämna sina hem på grund av konflikten.